# روب فليك
روب فليك هو لاعب هوكي الجليد كندي، ولد في 28 مارس 1991 في لندن في كندا.

## وصلات خارجية
- روب فليك على موقع دوري الهوكي الوطني (الإنجليزية)
- روب فليك على موقع EliteProspects.com (الإنجليزية)
- روب فليك على موقع HockeyDB.com (الإنجليزية)